# Hans Anapak
Hans-Alexandre Anapak-Baka (* 10. Februar 2001 in Bonn) ist ein deutsch-kamerunischer Fußballspieler, der bei Türkspor Dortmund unter Vertrag steht.

## Karriere
Er begann mit dem Fußballspielen in der Jugendabteilung von Bayer 04 Leverkusen. Für seinen Verein bestritt er 49 Spiele in der B-Junioren-Bundesliga, 34 Spielen in der A-Junioren-Bundesliga und sechs Spiele in der Saison 2019/20 in der UEFA Youth League, bei denen ihm insgesamt 16 Tore gelangen.
Zur Saison 2020/21 wechselte er zum Drittligisten KFC Uerdingen 05. Anapak kam zu 16 Drittligaeinsätzen, von denen er 4-mal in der Startelf stand. Der KFC erreichte auf dem 16. Platz zwar den sportlichen Klassenerhalt, jedoch konnte der insolvente Verein nicht mehr für die 3. Liga melden, weshalb Anapak den Verein verließ.
Nach einem halben Jahr ohne Klub wechselte er im Januar 2022 zur Reserve des FC Schalke 04. Für Schalke II kam er zu sieben Einsätzen in der Regionalliga. Nach der Saison 2021/22 verließ er das Team wieder. Nach erneut einem Halbjahr Vereinslosigkeit wechselte Anapak im Januar 2023 zum österreichischen Drittligisten Schwarz-Weiß Bregenz. Für Bregenz kam er zu neun Einsätzen in der Regionalliga, mit dem Klub stieg er zu Saisonende in die 2. Liga auf. Nach dem Aufstieg verließ er Bregenz allerdings nach der Saison 2022/23.
Ende August 2023 kehrte er dann nach Deutschland zurück und wechselte zum Regionalligisten 1. FC Schweinfurt 05. Nach einer Saison, im Juli 2024, löste er seinen Vertrag in Schweinfurt auf und schloss sich Ende August Türkspor Dortmund in der Regionalliga West an.